# Чаго (Порденоне)
Чаго је насеље у Италији у округу Порденоне, региону Фурланија-Јулијска крајина.
Према процени из 2011. у насељу је живело 130 становника. Насеље се налази на надморској висини од 270 м.